# Иляр
Иляр (на испански: Illar) е населено място и община в Испания. Намира се в провинция Алмерия, в състава на автономната област Андалусия. Общината влиза в състава на района (комарка) Алпухара Алмериенсе. Заема площ от 19 km². Населението му е 421 души (по данни от 2010 г.). Разстоянието до административния център на провинцията е 34 km.

## Демография
| 1996 | 1998 | 1999 | 2000 | 2001 | 2002 | 2003 | 2004 | 2005 | 2006 |
| ---- | ---- | ---- | ---- | ---- | ---- | ---- | ---- | ---- | ---- |
| 489  | 469  | 468  | 474  | 458  | 457  | 435  | 423  | 1419 |      |